# Снов (Минская область)
Снов (бел. Сноў) — агрогородок в Несвижском районе Минской области Беларуси. Административный центр Сновского сельсовета.

## География
Снов расположен на автодороге Несвиж — Барановичи. В 20 км на запад от Несвижа, 120 км от Минска, 3 км от железнодорожного пункта Хвоево.

### Гидрография
Река Сновка.

## История

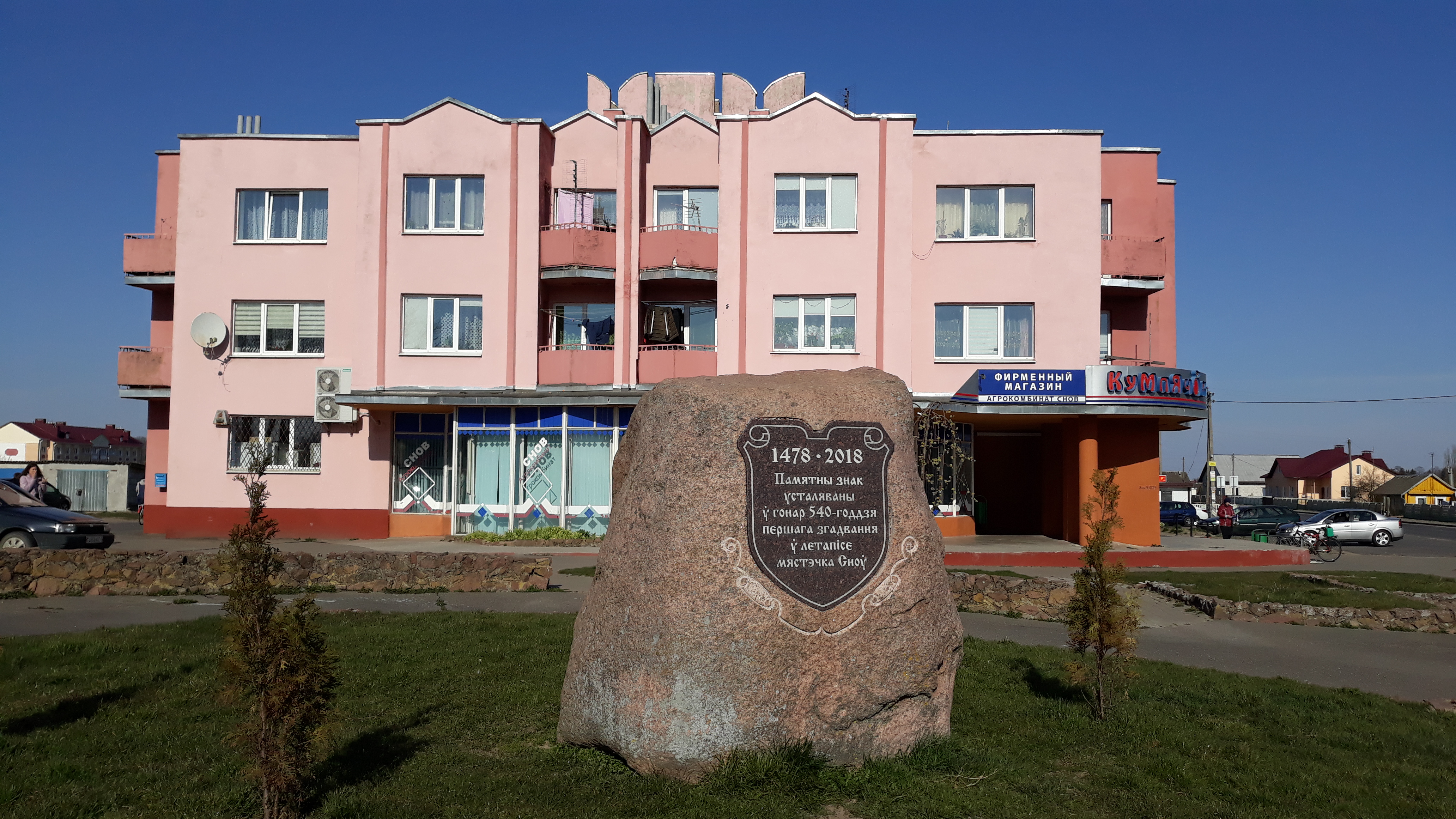

Впервые Снов упоминается 18 июля 1478 года. Имение в Новогрудском воеводстве Великого Княжества Литовского. Название селения Снов и реки Сновка сопоставляется с гидронимом Снова (бассейн Сейма), имеющим ираноязычное происхождение.

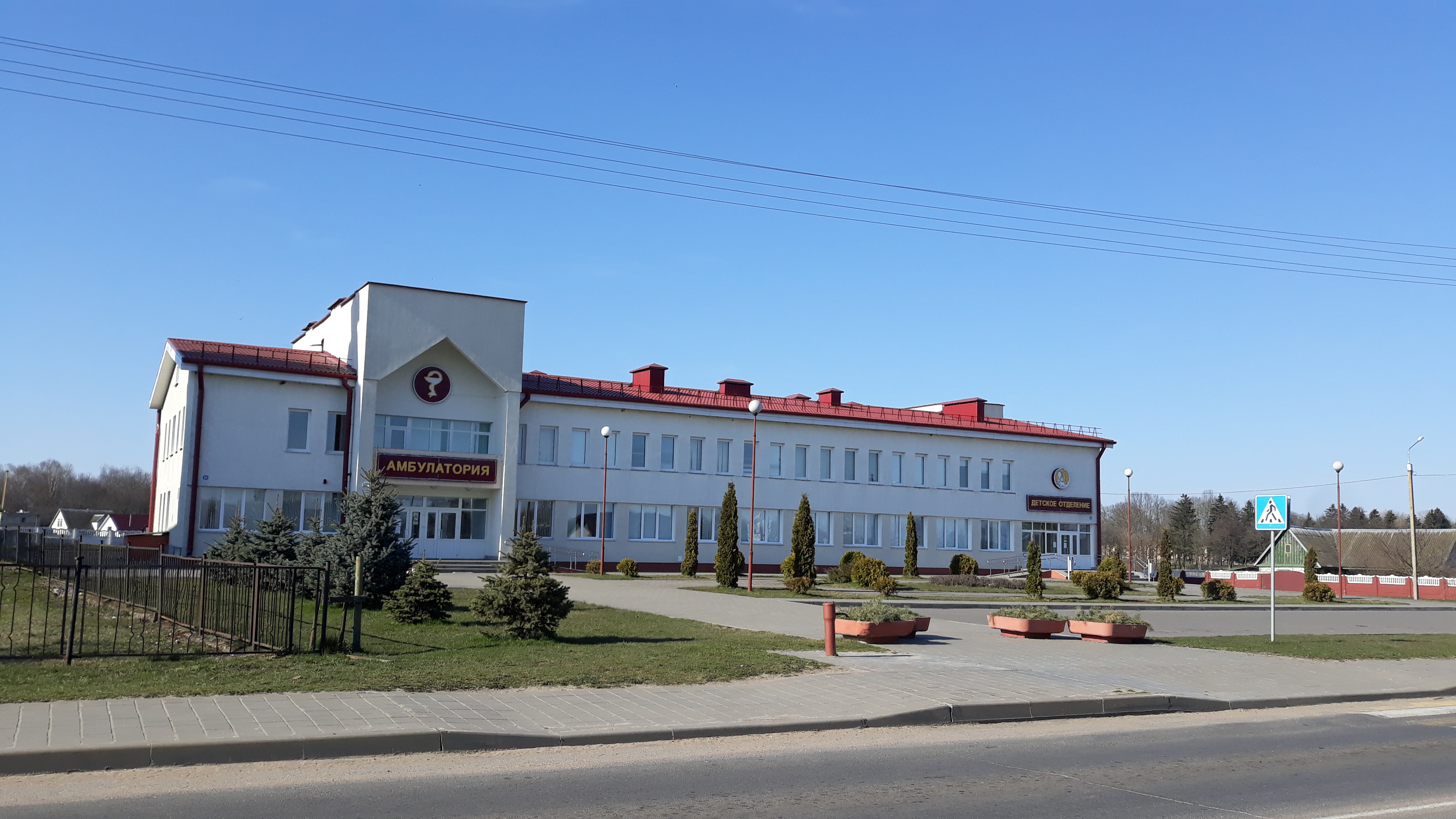
Амбулатория

В 1529 Некрашевич Фурсоваич передал его Яну, Павлу, Малхеру и Августину Жигимонтовичам, которые с этой поры стали именоваться Сновскими. С 1564 г. местечко Новогрудоского повета. В нач. XVII в. имение приобрёл писарь земский новогрудский Я. М. Протасович. Позже, до XIX в. имением владел род Рдултовских. По другим сведениям, в кон. XVIII в. — сер. XIX в. имение принадлежало Обуховичам. С 1699 г. в Снове был римско-католический храм. В 1760 г. на средства Я. Х. Рдултовского построен новый каменный костёл Иоанна Крестителя.

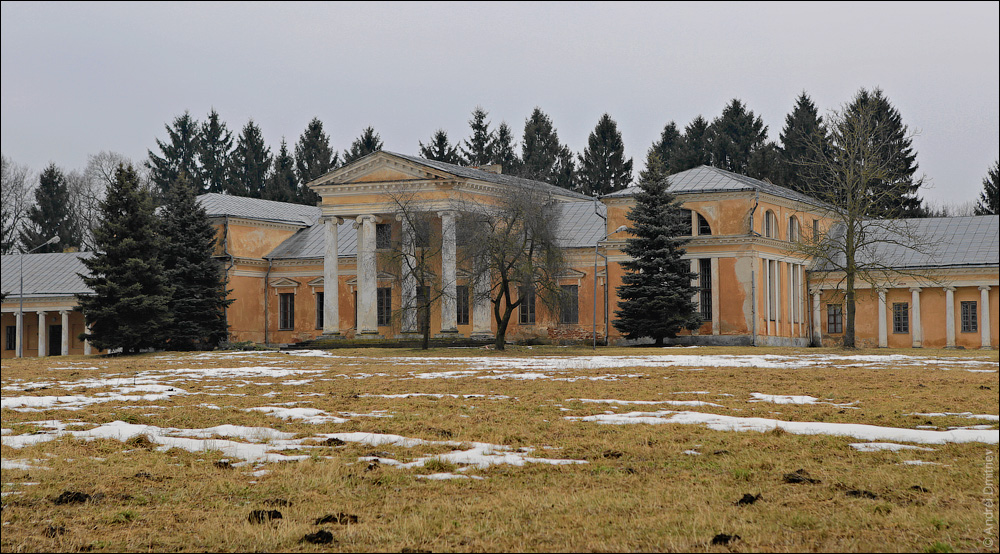
Главный Дом усадьбы Рдултовских

После второго раздела Речи Посполитой в 1793 г. перешёл в состав Российской империи, включен в состав Новогрудском повете Слонимской губернии. В 1797 г. передано в состав Литовской губернии, в 1801 г. — в состав Гродненской губернии, в 1842 г. — в состав Минской губернии. 9 ноября 1812 г. под Сновом состоялся бой между отрядом капитана Рокоссовского (польская дивизия ген. Я. Г. Домбровского из Вел. армии Наполеона) и рос. казаками. В 1825-27 гг. на равнинном берегу р. Сновка Казимир Рдултовский по проекту архитектора Б.Тычецкого построил двухэтажный дворец (из кирпича, по некоторым данным, насчитывал 100 комнат).
В 1836 г. в имении Горный Снов стараниями Казимира Рдултовского на кладбище на месте сгоревшей деревянной часовни Петра и Павла построена каменная церковь. Теперь это церковь Косьмы и Дамиана. В 1854 г. имение Снов купил барон Густав Гартинг.
В 1861 г. центр волости. В местечке насчитывалось 45 дворов, 378 жителей. Была синагога, кирпичный завод. В 1865 г. здесь открылось народное училище. В 1909 г. в местечке Снов насчитывалось 115 дворов, 465 жителей. С 1921 г. по 1939 г. находился в составе Польши, центр гмины Несвижского повята.
Создание в 1951 году колхоза имени Калинина.
Создание СПК «Агрокомбинат «Снов».
В 2008 году деревня Снов преобразована в агрогородок.

## Инфраструктура
Центральная усадьба Снов — агрогородок с развитой инфраструктурой.
На территории Снова находятся:
- Дом культуры
- Музей в честь художника Евгения Ивановича Ждана
- Краеведческий музей
- Музей-усадьба Олега Пракорины
- Сновская средняя школа (на 450 учебных мест, вмещает 480)
- Сновский ясли-сад (детский сад на 2010 год заполнен на все 160 мест)
- Дом быта «Орхидея», банно-прачечный комбинат.
- Кафе, кафетерий, бар
- 2 гостиницы[11]
- ДЮСШ первичной профсоюзной организации СПК «Агрокомбинат «Снов». Вид спорта: футбол, лыжные гонки.
- Плавательный бассейн СПК «Агрокомбинат Снов». Большая ванна: пять дорожек, длина 25 метров; малая ванна: 14 х 7 метров; две ИК сауны, гидромассаж.
- Школьный стадион. Беговая дорожка – 400 метров;  футбольное поле – 100 Х 60 метров; волейбольная и баскетбольная площадки.
- Физкультурно-оздоровительный центр СПК «Агрокомбинат «Снов».

Под спортивно-оздоровительный комплекс реконструируется (на 2010 год) бывшее здание УПК.

## Здравоохранение
Поликлиника на 100 посещений в день, дневной стационар на 20 мест.

## Экономика
- Сновский крахмальный завод[12][13][14]
- СПК «Агрокомбинат «Снов» (функционируют свиноводческий комплекс на 30000 голов и птицеферма со среднегодовым поголовьем бройлеров в 320000 голов)[10]

## Население
2626 (2012).

### Жильё
За 2010 год возведены 5 домов усадебного типа и восьмиквартирный жилой дом. Также строят многоэтажку на 100 семей .
В 2022 году были построены и сданы в эксплуатацию два 18-ти квартирных дома.

## Культура
- Две библиотеки
- Школа искусств
- Имеется два народных коллектива (ансамбль песни и танца «Вяночак» и ансамбль «Акцент»).
- Сновский Центр культуры и досуга (есть образцовый духовой оркестр, 10 различных кружков и занятий по интересам).
- Музей в честь художника Евгения Ивановича Ждана
- Краеведческий музей
- Музей-усадьба Олега Пракорины

## Достопримечательности
- Костёл Святого Иоанна Крестителя (1760)[15] —  Историко-культурная ценность Республики Беларусь, шифр 613Г000499.
- Церковь Святого Козьмы и Демьяна[бел.].
- Усадьба Рдултовских (1827)[16] —  Историко-культурная ценность Республики Беларусь, шифр 612Г000500.
- Усадьба Гартингов. «Горный Снов». Бывший усадебный дом, ул. Клецкая, 3 (инв. № 621/С-14148) —  Историко-культурная ценность Республики Беларусь, шифр 613Г000490.
- Братские могилы (1941–1944 годы) —  Историко-культурная ценность Республики Беларусь, шифр 613Д000501.
- Братские могилы (1918–1920 годы) —  Историко-культурная ценность Республики Беларусь, шифр 613Д000502.